# Ottfried (Zeitschrift)
Die Zeitschrift Ottfried ist eine unabhängige Studentenzeitschrift, die von Studenten der Otto-Friedrich-Universität Bamberg herausgegeben wird. Das Blatt erscheint jedes Semester und wird kostenlos an der Bamberger Universität verteilt sowie in den Universitätsgebäuden und zahlreichen öffentlichen Orten in Bamberg zur Mitnahme ausgelegt.

## Namensgebung und Ursprung
Bis 1999 hieß die Zeitschrift Unimog. Da Unimog jedoch eine geschützte Markenbezeichnung des Unternehmens DaimlerChrysler war und kein Rechtsstreit provoziert werden sollte, entschied sich der Verein zur Umbenennung in Ottfried. Der neue Name geht auf die Bamberger Universität zurück, diese heißt "OTTo-FRIEDrich-Universität".

## Erscheinen und Aufbau
Ottfried erscheint einmal am Ende jeden Semesters mit einer Auflage von 3000. Zusätzlich erscheint im Wintersemester eine Erstsemesterausgabe in einer Auflage von 1300. Herausgeber und Redaktion des Ottfrieds verstehen sich als unabhängiges Organ, das keiner Gruppierung oder Weltanschauung verpflichtet ist. Im Gegensatz zu anderen Studierendenzeitungen werden Infrastruktur und Arbeitsräume selbst gestellt; die Finanzierung erfolgt über den Anzeigenverkauf sowie Spenden. Organisatorische Verbindungen zur Studierendenvertretung gibt es nicht.
Seit der Ausgabe 05/2010 erscheint Ottfried als Magazin mit farbigen Umschlagseiten. Seitdem sind die Ausgaben zudem einem bestimmten Überthema gewidmet. Ergänzend zum jeweiligen Thema gliedern sich die Artikel innerhalb des Magazins in die Themen "Leben" und "Studieren".
Zusätzlich zu den gedruckten Ausgaben betreibt die Bamberger Studierendenzeitschrift eine Webseite, auf der regelmäßig Artikel veröffentlicht werden. Die Online-Artikel gliedern sich in die großen Themen Leben. Studieren und Kultur, zudem gibt es eine eigene Kategorie für die Meinungsartikel, die auf der Ottfried-Webseite erscheinen. Das Blatt veröffentlicht zudem immer wieder Artikel zu verschiedenen Themenreihen.
Auf dem Online-Auftritt kann außerdem die jeweils aktuelle Ausgabe abgerufen werden. Zudem werden dort zusätzliche bzw. erweiterte Artikel zum Heft-Thema veröffentlicht.

## Auszeichnungen
2008, 2007 und 2006 wurde Ottfried von der Initiative Pro Campus-Presse jeweils als „beste Studierendenzeitung Bayerns“ ausgezeichnet. Im Jahr 2008 belegte Ottfried im gesamten deutschsprachigen Vergleich den vierten Platz. 2010 gewann Ottfried den Sonderpreis in der Kategorie Online. Ein Jahr später konnte die Printausgabe den Titel Beste deutsche Studierendenzeitung 2011 nach Bamberg holen.
Nach 8-jähriger Pause schaffte es Ottfried 2019 wieder unter die Top 10. Seitdem ist die Bamberger Zeitschrift auch 2020, 2021 und 2022 wieder unter den Top 10 vertreten.

## Bekannte ehemalige Redakteurinnen und Redakteure
- Sven Becker[17]
- Jan David Sutthoff[18]
- Daniel Stahl
- Fridolin Skala[19]
- Manuel Stark[20]
- Bianca Taube[21]
- Bianka Morgen[22]

## Förderverein Ottfried e.V.
Der Förderverein Ottfried e.V. wurde im Jahr 1998 gegründet mit dem Ziel gegründet, die Arbeit der Zeitschrift zu unterstützen. Fördermitglieder des Vereins unterstützen die Bamberger Zeitschrift durch einen jährlichen Beitrag. Zudem sind auch aktive Redakteure des Vereins Mitglied und zahlen einen jährlichen Mitgliedsbeitrag.